# Venejärvi (sjö i Enontekis, Lappland, Finland)
Venejärvi eller Skadjajavri är en sjö i Finland. Den ligger i kommunen Enontekis i landskapet Lappland, i den norra delen av landet, 1 000 km norr om huvudstaden Helsingfors. Venejärvi ligger 595,5 meter över havet. Omgivningarna runt Venejärvi är i huvudsak ett öppet busklandskap. Arean är 1,5 kvadratkilometer och strandlinjen är 13,38 kilometer lång. Sjön  ingår i Torne älvs huvudavrinningsområde. 